# Bjurfors (Norberg)
Bjurfors is een plaats in de gemeente Norberg in het landschap Västmanland en de provincie Västmanlands län in Zweden. De plaats heeft 54 inwoners (2005) en een oppervlakte van 11 hectare.